# Pecsenyéd
Pecsenyéd (németül Pöttsching, horvátul Pečva) mezőváros Ausztriában, Burgenland tartományban, a Nagymartoni járásban.

## Fekvése
Pecsenyéd Lichtenwörth, Zillingdorf, Völgyfalva, Tormafalu, Siklósd, Nagymarton, Rétfalu, Savanyúkút, Katzelsdorf és Lajtaszentmiklós községekkel határos. Kismartontól 18 km-re délnyugatra fekszik.

## Nevének eredete
Neve a besenyő népnévből alakult át.

## Története
A régészeti leletek tanúsága szerint Pecsenyéd a környék egyik legősibb települése, melynek története a legkorábbi időkig nyúlik vissza. Lahmenwald nevű határrészén az „Avargyűrű” földvár maradványai látszanak. A kétszeres árokkal és 3 m-es földsánccal körülvett földvár délnyugati sarkán egy torony is emelkedett. A vár a magyar határvédelmi rendszer része volt, a 11. században ugyanis besenyő határőröket telepítettek itt le, melyek helyét a tatárjárás után német telepesek foglalták el. Szent Miklós püspök tiszteletére szentelt középkori temploma 1299-ben már állt.
A települést 1265-ben "Bechenev" néven egy adománylevélben említik először. 1325-ben "Beseneu", 1346-ban "Besenew", 1434-ben "Besenew al. nom. Pethynyed" , 1437-ben "Pechyned" alakban szerepel a korabeli forrásokban. Plébánosát 1437-ben említik.
1529-ben és 1532-ben elpusztította a török. Lakói a reformáció hatására 1580-ban evangélikusok lettek. 1641-ben a falu új templomot épített. 1669-ben lakói újra felvették a katolikus vallást, plébániáját ekkor alapították újra. A 17. századtól kegyura az Esterházy család volt. 1683-ban bécsi hadjárata során a török újra elpusztította, leégett a falu temploma is. Mai temploma 1722 és 1728 között épült a lerombolt helyett.
Vályi András szerint " PECSENÉD. Pötsing. Pieczva. Német falu Sopron Vármegyében, földes Ura Hg. Eszterházy Uraság, lakosai katolikusok, fekszik Sopronhoz 2 6/8 mértföldnyire, tágas határbéli földgye 2 nyomásbéli, melly búzát, rozsot, árpát, és zabot terem, szőleje közönséges, réttye tsekély, vagyon savanyú vize is, mellyet Bétsbe szoktak hordani, és az Uraság’ Tisztyeinek számokra épűltt ház egy emeletre; erdővel bővelkedik."
Fényes Elek szerint " Pecsenyéd, németül Pötsching, német falu, Sopron vgyében, Sopronhoz 3 mfd., a német-ujhelyi postautban, Austria határ szélén, 188 házzal, 1300 kath. lak., s paroch. templommal. Van 1969 3/8 hold szántófölde, 579 5/8 h. rétje, 3226 3/8 kapa szőlője, és 825 hold erdeje. Földe igen középszerü; bora savanyu; gyümölcse kevés; erdeje tölgy és fenyő, kevés bikk. Savanyuvizéből Bécsbe is hordanak. F. u. h. Eszterházy."
1910-ben 2009, túlnyomóan német lakosa volt. A trianoni békeszerződésig Sopron vármegye Nagymartoni járásához tartozott.

## Nevezetességei
- Szent Miklós tiszteletére szentelt plébániatemploma 1722 és 1728 között épült az 1683-ban elpusztult templom helyett.
- Savanyúvízforrása messze földön híres volt, egykor Bécsbe is szállítottak belőle. A forrás épülete a 18. - 19. században épült. 1901-ben Savanyúkút néven önálló község lett.

## Külső hivatkozások
- A pecsenyédi Avargyűrű a magyar várak honlapján
- Magyar katolikus lexikon